# Церти (Козенца)
Церти је насеље у Италији у округу Козенца, региону Калабрија.
Према процени из 2011. у насељу је живело 50 становника. Насеље се налази на надморској висини од 329 м.